# 42nd Street (Manhattan)

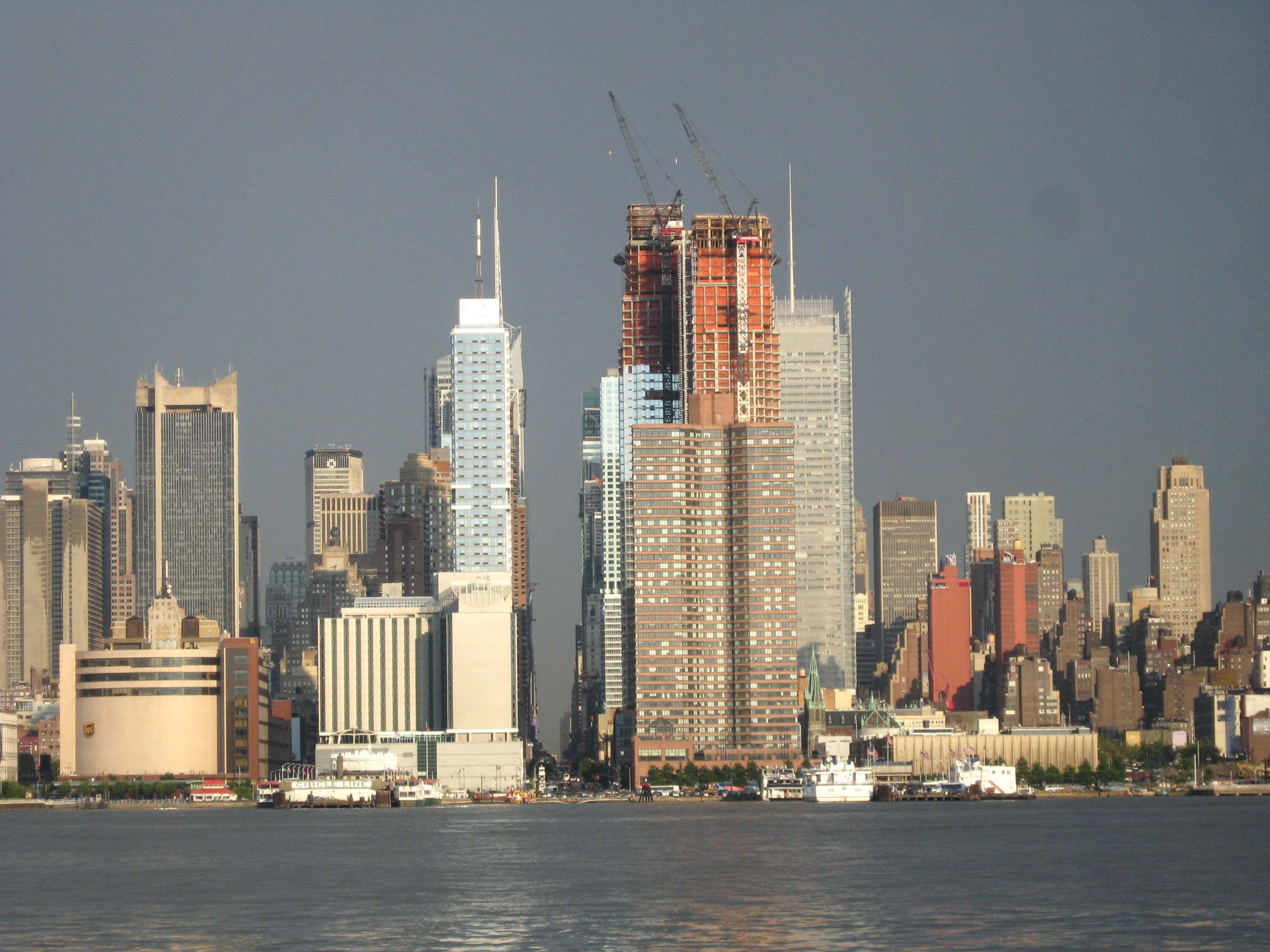
42. ulice z řeky Hudson River

42nd Street (česky 42. ulice) je jedna z nejdůležitějších dopravních tepen na newyorském Manhattanu. Nachází se na ní Chrysler Building, Grand Central Terminal, Times Square či New York Public Library. Táhne se od budovy Spojených národů na První avenue – až k Port Authority Bus Terminal. Na rohu 42. a Broadway, na jihovýchodním konci Times Square, se nachází začátek historické Lincoln Highway, první dálnice, která protnula USA v roce 1913.